# Saari, Estland
Saari är en ort i sydvästra Estland. Den ligger i Audru kommun och i landskapet Pärnumaa, 110 km söder om huvudstaden Tallinn. Saari ligger 11 meter över havet och antalet invånare är 370.
Terrängen runt Saari är mycket platt. Runt Saari är det glesbefolkat, med 13 invånare per kvadratkilometer. Närmaste större samhälle är Pärnu, 12 km sydost om Saari. I omgivningarna runt Saari växer i huvudsak blandskog.
Trakten ingår i den hemiboreala klimatzonen. Årsmedeltemperaturen i trakten är 3 °C. Den varmaste månaden är juli, då medeltemperaturen är 18 °C, och den kallaste är februari, med −10 °C.